# ديم ماري
ديم ماري هي مدينة من مدن هايتي من ضمن مناطق إدارة أنس الكبرى. يبلغ عدد سكانها 27,127 نسمة وذلك حسب إحصائيات سنة 7 أغسطس 2003. يبلغ ارتفاع المدينة عن سطح البحر قرابة 114 متر.